# Eduard Kunz
Eduard Kunz (Omsk, 30 ottobre 1980) è un pianista russo, vincitore di ben 13 concorsi pianistici internazionali.

## Biografia
Eduard nacque in Siberia da padre di origini tedesche e madre russa.
Studiò con Michail Khokhlov alla Scuola Speciale Genssin per bambini dotati e con Andrei Diev al Conservatorio Tchaikovsky di Mosca e fece il suo debutto con l'Orchestra Filarmonica di Omsk a soli 10 anni. 
In seguito, sotto la guida di Norma Fisher e Mark Ray conseguì un Postgraduate Diploma presso la Royal Nothern College of Music (Manchester) con il massimo dei voti ed, inoltre, gli venne conferita anche una Medaglia d'oro dai duchi di York.
Nominato dalla BBC Music Magazine tra i 10 più grandi pianisti dell'indomani, Eduard Kunz si è esibito con numerose orchestre, tra le più grandi del Regno Unito, tra le quali la BBC Symphony Orchestra, la BBC Concert Orchestra, la BBC Scottish Symphony Orchestra, la Royal Scottish National Orchestra, la Hallé, la Ulster Orchestra, la City of Birmingham Symphony Orchestra, la Welsh National Opera Orchestra, la Royal Liverpool Philharmonic e la London Musici Orchestra, sotto la guida di eminenti direttori d'orchestra quali Tugan Sokhiev, Christian Mandeal, Edward Gardner, Gerard Schwarz, Lothar Koenigs, Garry Walker, Clark Rundell, Mark Stephenson, Alejandro Posada, Josep Caballe Domenech, Alexander Joel, Andrés Orozco-Estrada, Barry Wordsworth, David Angus e altri.
Debutti di altrettanta importanza sono stati con la Deutsches Symphonie-Orchester Berlin presso Berlin Philharmonie, con la Philharmonia Orchestra presso Royal Albert Hall, con la Royal Stockholm Philharmonic Orchestra, con l'Orquesta Sinfónica de Castilla y León, con l'Orkest van het Oosten, con l'Orchestre national du Capitole de Touluse e con la Braunschweig Symphony Orchestra; ed anche recital in prestigiose sale da concerti quali Wigmore Hall a Londra, Bridgewater Hall a Manchester, Louvre a Parigi, Concertgebouw ad Amsterdam e Winterthur Hall a Barcellona ed altre.
Ha effettuato registrazioni per stazioni radiofoniche di musica classica, come BBC Radio 3, Radio France, Deutschlandradio Kultur e molte altre.
Eduard è vincitore di 13 primi premi in vari concorsi pianistici internazionali, tra i quali il Grand Prix al XVIII Concorso George Enescu di Bucharest e Medaglia d'Oro al XXII Concorso New Orleans e all' VIII Concorso Paderewski.
Numerosi altri premi gli sono stati conferiti, come la Medaglia d'Argento ricevuta dalla Worshipful Company of Musicians a Londra, premi dalla Hattori and Musical Foundation, da Dame Myra Hess e dalla Yamaha Music Foundation of Europe, dalla Spivakov Foundation ed ha ricevuto il premio “Richter” dalla Rostropovich Foundation a Mosca. 
Nel Concorso Tchaikovsky del 2011 raggiunse solamente la 2º prova.
Eduard è stato un artista BBC Radio 3 New Generation (2006-2008), ed è attualmente un artista della Moscow Philharmonic Society, un laureto del Verbier Festival e un Yamaha Artist.
Nel 2010 è apparso nel film “A Surprise in Texas” con estratti dal Concorso Van Cliburn 2009.
Eduard Kunz dal 2011 è stato invitato più volte a suonare per "Serate Musicali" a Milano, rendendole, a detta di Hans Fazzari stesso, "Serate - Pro Veritate" per il suo suonare con l'anima, "più dentro nei tasti e nel cuore" e già ritenuto "leggenda".
"Questa sera le “Serate Musicali” tornan “Serate –Pro Veritate”. Non sempre ciò è possibile. Stasera sì. Busoni non ci capirebbe. Nemmeno Paderewski (che lodava Moritz von Rosenthal, allievo di Liszt, che per stroncarlo si dovette ricorrere niente meno che a Brahms). Nemmeno Godowski, il super pedante, che tormentò a sangue il nostro Shura. Ci capirebbe Shura che diceva: «E forse noi siamo rimasti soli!». Anche Shura si sentirebbe meno solo. Alla terza volta che le “Serate Musicali” invitano Kunz, E NON PER CASO, Kunz è già LEGGENDA? Fate voi!" (H.F.; dalle note di sala del concerto dell'ottobre 2012 in "Serate Musicali")

## Premi e concorsi

### Lista dei premi, incompleta
| Anno | Premio                                                   |
| ---- | -------------------------------------------------------- |
| 1997 | Premio Fondazione Spivakov                               |
| 2002 | Premio Richter, Fondazione Rostropovich                  |
| 2004 | Premio in memoria di Erik Chisholm                       |
| 2004 | Medaglia d'oro dalla Royal Nothern College of Music      |
| 2004 | Premio Dame Myra Hess                                    |
| 2004 | Medaglia d'Argento dalla Worshipful Company of Musicians |
| 2005 | Premio della Fondazione Yamaha Music                     |
| 2005 | Premio della Fondazione Hattori                          |
| 2006 | Premio MIFCO                                             |
| 2006 | Artista della Nuova Generazione BBC Radio 3              |
| 2007 | Laureato del Verbier Festival                            |

### Concorsi
| Anno | Concorso                                                 | Premio              |
| ---- | -------------------------------------------------------- | ------------------- |
| 2000 | III Concorso Pianistico Internazionale Sabitov           | I premio            |
| 2001 | IV Concorso Pianistico Internazionale Horowitz           | III premio          |
| 2002 | III Concorso Internazionale Bitola                       | I premio            |
| 2002 | II Concorso Pianistico Internazionale Enschede           | I premio            |
| 2002 | Concorso Pianistico Internazionale Grand Konzerteum      | I premio            |
| 2005 | Concorso Pianistico Internazionale Dudley                | I premio            |
| 2005 | Premio Pianistico Manchester                             | I premio            |
| 2007 | XVIII Concorso Internazionale George Enescu              | I Grand Prix        |
| 2007 | XIII Concorso Pianistico Internazionale Città di Sulmona | I premio            |
| 2007 | VIII Premio Principat d'Andorra                          | I premio            |
| 2008 | Concorso Pianistico Internazionale di Pinerolo           | I premio            |
| 2009 | Concorso Pianistico Internazionale Van Cliburn           | Premio della giuria |
| 2009 | Concorso Pianistico Internazionale San Nicola di Bari    | Vincitore           |
| 2009 | XVII Premio Pianistico Frechilla-Zuloaga                 | I premio            |
| 2010 | XXII Concorso Pianistico Internazionale New Orleans      | I premio            |
| 2010 | VIII Concorso Pianistico Internazionale Paderewski       | I premio            |